# یانوش میخائوفسکی
یانوش میخائوفسکی (لهستانی: Janusz Michałowski؛ زادهٔ ۱ ژانویه ۱۹۳۷) بازیگر اهل لهستان است. وی دانش‌آموختهٔ آکادمی ملی هنرهای نمایشی الکساندر زلوروویچ در ورشو است.
از فیلم‌ها یا مجموعه‌های تلویزیونی که وی در آن‌ها نقش داشته است، می‌توان به یاوه‌نویس،‌ دادستان، وابانک، داستان ملال‌انگیز، درخت سحرآمیز، مرشد و مارگاریتا، خانه کشیش، حوزه استحفاظی ۱۳، راز ساگال، خاطرات یک گناهکار و سکسمیشن اشاره نمود.